# Герман Фридрих Гогенцоллерн-Гехингенский
Герман Фридрих Гогенцоллерн-Гехинген (нем. Hermann Friedrich von Hohenzollern-Hechingen; 11 января 1665, Гехинген — 23 января 1733, Фрайбург-им-Брайсгау) — граф Гогенцоллерн-Гехингенский, имперский фельдмаршал (14 октября 1723).

## Жизнь
Второй сын князя Филиппа Гогенцоллерн-Гехингенского (1616—1671) от брака с Марией Сидонией (1635—1686), дочерью Германа Фортуната Баден-Родемахернского.
Вначале Герман Фридрих, избравший духовную карьеру, служил каноником в Страсбурге и Кёльне, но затем он вернулся в мирскую жизнь и поступил на военную службу в имперскую армию. В чине капитана участвовал в войнах с Османской империей.
В 1724 году он получил чин имперского генерал-фельдмаршала и стал шефом собственного кирасирского полка. Позднее он был назначен губернатором города Фрайбург-им-Брайсгау, но проживал, в основном, в Арберге.

## Браки и дети
Граф Герман Фридрих Гогенцоллерн-Гехингенский был дважды женат. 8 сентября 1704 года первым браком женился на Элеоноре Магдалене (24 января 1673 — 13 декабря 1711), дочери маркграфа Кристиана Эрнста Бранденбург-Байрейтского. Дети от первого брака:
- Элеонора Елизавета Августа (20 января 1705 — 30 марта 1762), монахиня в Халль-ин-Тироль

27 мая 1714 года вторично женился на Йозефе Эттинген-Шпильбергской (19 сентября 1694 — 13 декабря 1738), дочери графа Франца Альбрехта Эттинген-Шпильбергского. Дети от второго брака:
- Мария Кристина (25 марта 1715 — 6 августа 1749), муж с 1733 года граф Иоганн Иосиф фон Турн и Гогенштейн (1711—1788)
- София (род. и ум. 1716)
- Иосиф Фридрих Вильгельм (12 ноября 1717 — 9 апреля 1798), князь Гогенцоллерн-Гехингена (1750—1798). 1-я жена с 1750 года Мария Терезия Кардонская (1732—1750), 2-я жена с 1751 года графиня Мария Терезия Вальдбург-Цейль-Вурцахская (1732—1802)
- Герман Фридрих (1719—1724)
- Франц Ксавер (18 июня 1720 — 14 марта 1765), имперский фельдмаршал-лейтенант, женат с 1748 года на графине Анне фон Хёнсбрёх (1729—1798). Отец князя Германа
- Мария Анна (2 августа 1722 — 12 октября 1806), монахиня в Бухау
- Амадей (1724 — 15 апреля 1753), каноник в Кёльне
- Фридрих Антон (24 февраля 1726 — 26 февраля 1812), генерал имперской армии, женат с 1774 года на графине Эрнестина Йозефе фон Собек унд Корниц (1753—1825)
- Мария Франциска Йозефа (20 января 1728 — 3 декабря 1801), муж с 1747 года князь Франц Венцель Клари-Альдрингенский (1706—1788)
- Мария Сидония Терезия (24 февраля 1729 — 28 апреля 1815), жена с 1749 года князя Франца Ульриха Кински фон Вхинитц и Теттау (1726—1792)
- Мейнрад Иосиф (21 июня 1730 — 16 сентября 1823), каноник в Констанце
- Иоганн Карл Непомук (25 июля 1732 — 11 августа 1803), архиепископ Кульмский (с 1785) и Вармийский (с 1795)